# ماري جوزي نات
ماري جوزي نات (بالفرنسية: Marie-José Nat)‏ (1940 - 2019)، هي ممثلة وروائية فرنسية.
ولدت ماري جوزيت بن حلاسة من أمّ فرنسية وأب جزائري بجزيرة كورسيكا مدينة بونيفاسيو في 22 أبريل 1940 وبدأت مسيرتها الفنية سنة 1956 في فيلم للمخرج جورج لومبين "crimes et châtiments" قبل أن تشارك في رائعة المخرج أحمد راشدي «الأفيون و العصا» المقتبس من رواية مولود معمري سنة 1969.
اشتغلت في بدايتها كعارضةٍ للأزياء، قبل أن تتحوّل إلى التمثيل على يد المخرج الفرنسي جورج لومبان، الذي ساعدها في الحصول على أوّل أدوارها مع المخرج بيرنار بليي في فيلم «جريمة وعقاب»، وهكذا بدأ المشوار الحافل لماري جوزي نات.
تزوّجت ماري جوزي ثلاث مرّات؛ الأولى من الممثّل روجيه دوما، والثانية من المخرج ميشال دراش، وهو والد أبنائها الثلاثة، والأخيرة من الكاتب ومؤلّف الأغاني الشهير سيرج ريزفاني. زواجها مع المخرج ميشال دراش حيث عاشت معه لمدّة 17 سنة، فأنجبت منه ثلاثة أبناء، وتقلّدت أدوارًا سينمائية في خمسة أفلام له، لينتهي هذا الزواج الحافل بالنجاحات سنة 1981.
و تمتلك ماري جوزي نات في رصيدها حوالي 20 مسرحية و30 فيلما.

## وفاتها
توفيت مساء الخميس 10 أكتوبر 2019 بباريس عن عمر يناهز 79 سنة بعد صراع طويل مع المرض، حسب ما أعلنت عنه وسائل الإعلام الفرنسية.

## الجوائز
```
تحصلت سنة 
1974
 على جائزة السعفة الذهبية عن أحسن دور نسائي في 
مهرجان كان السينمائي
 عن دورها في فيلم "les violons du bal" للمخرج ميشال دارش.
```

## من أفلامها
- الأفيون والعصا (فيلم)
- فيلم «جريمة وعقاب».
- فيلم "كمنجات الحفلة التنكّرية.

## من مؤلفاتها
ألفت ماري جوزي نات روايتين:
- "l'amour est un songe" سنة 1955.
- "notre amour est sans issue" سنة 1957.

## روابط خارجية
- ماري جوزي نات على موقع IMDb (الإنجليزية)
- ماري جوزي نات على موقع روتن توميتوز (الإنجليزية)
- ماري جوزي نات على موقع ألو سيني (الفرنسية)
- ماري جوزي نات على موقع أول موفي (الإنجليزية)
- ماري جوزي نات على موقع قاعدة بيانات الأفلام السويدية (السويدية)
- ماري جوزي نات على موقع قاعدة بيانات الفيلم (الإنجليزية)
- ماري جوزي نات على موقع كينوبويسك (الروسية)